# Ereignisschleife
Eine Ereignisschleife (englisch event loop, message dispatcher, message loop oder message pump) ist in der Informatik ein Programmkonstrukt, das auf Ereignisse oder Meldungen wartet und sie innerhalb eines Programms verteilt. Ereignisquellen werden abgefragt und die für das Ereignis bzw. die Meldung zuständige Funktion wird aufgerufen.
Oft stellt diese Schleife den zentralen Kontrollfluss dar und wird deshalb auch als Hauptschleife oder Hauptereignisschleife bezeichnet.

## Beispiele
Viele moderne Programme besitzen eine Hauptschleife. Im Gegensatz zu früher wird die Schleife jedoch durch präemptives Multitasking unterbrochen und erst wieder fortgesetzt, wenn es tatsächlich etwas zu verarbeiten gibt. Dies ist effizienter als das aktive Warten beim kooperativen Multitasking.

### Hauptschleife eines Programms mit kooperativem Multitasking
```
 
function
 
main

     
initialize
()

     
while
 
program_running

         
message
 
:=
 
get_next_message
()

         
if
 
message
 
=
 
no_message
 
then

             
yield
()

         
else
 
if
 
message
 
=
 
quit
 
then

             
return

         
end
 
if

         
process_message
(
message
)

     
repeat

 
end
 
function

```

In diesem Beispiel liefert get_next_message sofort no_message zurück, wenn keine neuen Meldungen warten. Die Funktion yield() gibt den Rest der zugeordneten Prozessorzeit freiwillig (kooperativ) zurück, sodass das System noch etwas anderes machen kann, als neue Meldungen abfragen.

### Hauptschleife einer Applikation mit präemptivem Multitasking
```
 
function
 
main

     
initialize
()

     
while
 
program_running

         
message
 
:=
 
get_next_message
()

         
if
 
message
 
=
 
quit
 
then

             
return

         
end
 
if

         
process_message
(
message
)

     
repeat

 
end
 
function

```

In diesem Beispiel blockiert get_next_message (ohne, dass die Funktion davon etwas weiß) bis eine neue Meldung kommt. Dadurch wird keine Zeit mit dem Abfragen von nicht vorhandenen Meldungen verschwendet.